# Площадь Журавлёва
Площадь Журавлёва (ранее — Введенская площадь) — площадь в районе Преображенское Восточного административного округа Москвы. Современная площадь располагается между Электрозаводской улицей, Малой Семёновской улицей и Театрально-концертным залом «Дворец на Яузе», прежде известным также как ДК МЭЛЗ или «Телевизионный театр» (первая съёмочная площадка КВН и «Голубых огоньков»), а изначально — как Введенский народный дом, сооружённый в 1903—1904 годах. До постройки последнего простиралась на восток до Введенского (Нижнего Журавлёва) переулка. В XIX веке — начале XX века была важным центром общественной жизни восточных окраин Москвы. Площадь сохраняет свой вид практически неизменным с начала 1950-х годов, когда была завершена перестройка здания народного дома (для размещения в нём Театра имени Моссовета) и прекращено трамвайное движение.

## Происхождение названия
До Октябрьской революции носила название Введенская площадь — по имени Введенского храма (XVIII век, снесён в 1929 г.), располагавшегося на месте нынешней школы № 446 по Нижнему Журавлёву переулку. В том же 1929 году площадь и переулки были переименованы в честь Ивана Филипповича Журавлёва (1881—1919) — революционера, большевика, участника Гражданской войны.

## Возникновение площади
Вплоть до 1800 года на месте площади, в низине, находился «прачечный пруд» на реке Хапиловке. Указ Павла I о благоустройстве берегов Яузы привел к ликвидации пруда, и к югу от нового русла Хапиловки образовалась Введенская площадь. Введенский храм, в честь которого была названа площадь, находился существенно выше, на холме, прорезанном Нижним Журавлёвым (Введенским) переулком. В течение XIX века окрестности площади стали промышленной зоной Москвы; выше по течению речки Хапиловки возник неблагополучный, бедный жилой район Хапиловка. В 1875 году Введенская площадь была соединена с центром города линией конки, одной из трёх первых линий в городе.

## Введенский народный дом — Театрально-концертный зал «Дворец на Яузе»
В феврале 1901 года городская дума постановила построить 10 «народных театров» на окраинах города. Строительство на Введенской площади было встречено обывателями и духовенством Введенской церкви в штыки. Вскоре после их петиции в Думу — против народного дома — местные фабриканты составили петицию в защиту немедленного строительства: «Ограничение относительно известного расстояния от церквей относится только к питейным заведениям… город собирается строить не какой-нибудь балаган, способный возмутить общественную благопристойность, а театр, то есть учреждение, причисленное теперь к числу учреждений образовательных».
В 1903—1904 гг. народный дом был всё-таки построен по проекту И. А. Иванова-Шица — в стиле позднего модерна. В здании размещался вместительный театральный зал и хорошо оборудованная сцена. Через три дня после освящения, 26 декабря, прошёл первый спектакль — «Свои люди - сочтёмся». Введенский народный дом был единственным муниципальным народным домом в Москве до 1914 года, а его бессменным попечителем был А. А. Бахрушин.
Народный дом продолжал работать без перерыва после революции 1917 года как «рабочий дворец». В 1947 году сюда был переведён Театр имени Моссовета. Для новых постояльцев старое здание было капитально перестроено по проекту Б. В. Ефимовича в стиле позднего сталинского ампира, что сделало его архитектурной доминантой площади. Новое здание использовало старые фундаменты, несущие стены и прежнюю основу планировки. Считалось, что перенос театра на рабочую окраину — благо, но на новом месте театр потерял старых зрителей и не смог приобрести новых. Поэтому в 1959 году театр переехал в сад «Аквариум», где располагается по сей день, а в здании — до постройки телецентра в Останкино — работал Телевизионный театр. Впоследствии оно было передано Дворцу культуры МЭЛЗ.
В 2009 году ДК МЭЛЗ был переименован в «Дворец на Яузе».

## Электрозавод
На противоположной стороне Электрозаводской улицы располагается промышленный комплекс Электрозавод, в который входили 3 предприятия- Электрозавод имени В. Куйбышева (давший название улице, станции метро Электрозаводская, производитель трансформаторов), АТЭ-1 (производитель автотракторного оборудования) и Московский электроламповый завод (производитель различных электровакуумных приборов). В настоящее время из всех предприятий действует только Электрозавод.
Неоготическое здание завода было спроектировано Г. П. Евлановым в 1914—1917 для рижского Товарищества русско-французских заводов, эвакуировавшего предприятие из Риги под угрозой немецкой оккупации (другой эвакуированный завод, «Каучук», был выстроен в Хамовниках). Изначально завод был задуман как готический замок с окнами-розами и высокими башнями по образцу средневековых ратуш. Гражданская война не позволила завершить этот проект, он был достроен лишь в 1927 году и сохранил готические детали — в урезанном виде — только у главного входа со стороны Введенской площади.
Бывшая река Хапиловка протекает в трубе между старым и новыми корпусами предприятий, рядом с железнодорожными путями, что пересекают Электрозаводскую улицу.

## Другие примечательные дома

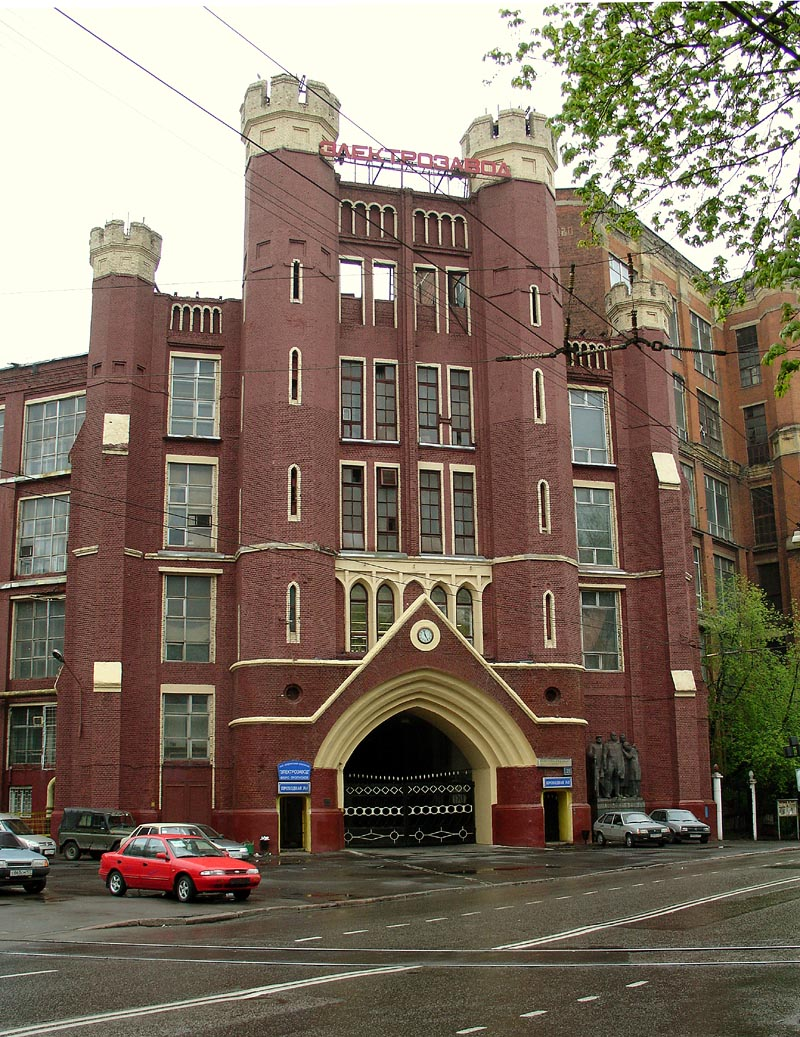
Главное здание МЭЛЗ. Под автостоянкой — коллектор Хапиловки
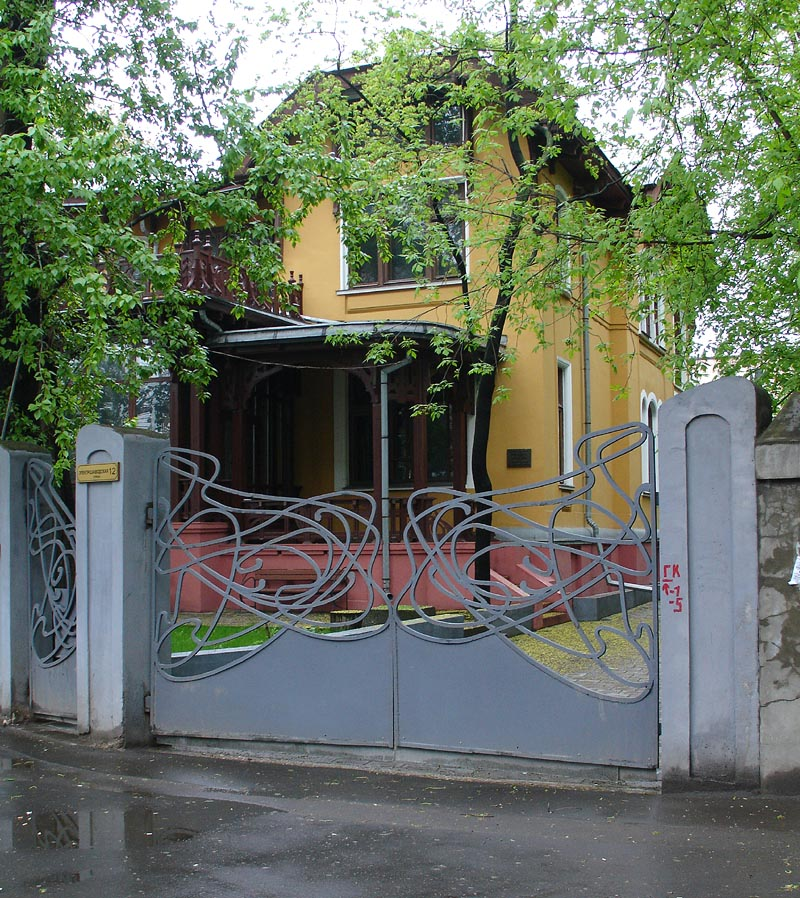
Дом В. Д. Носова
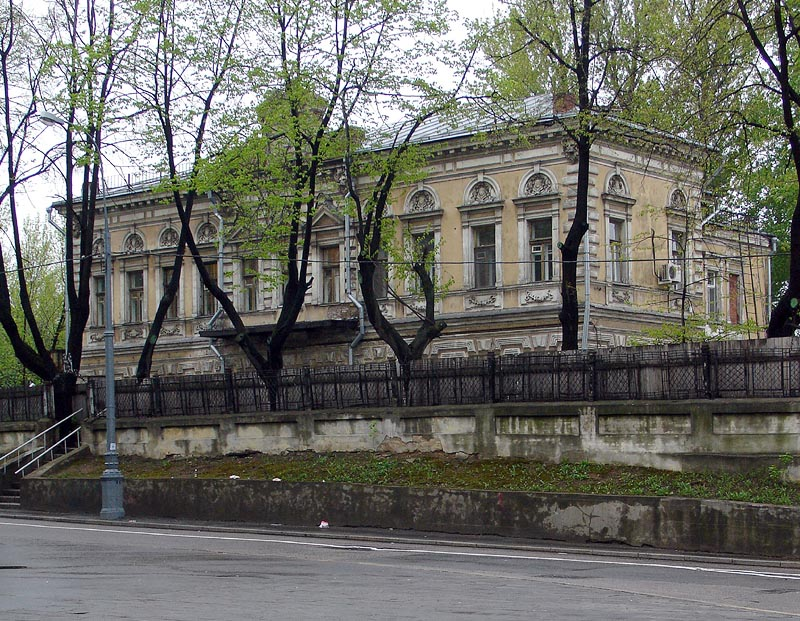
Дом Шелаевых
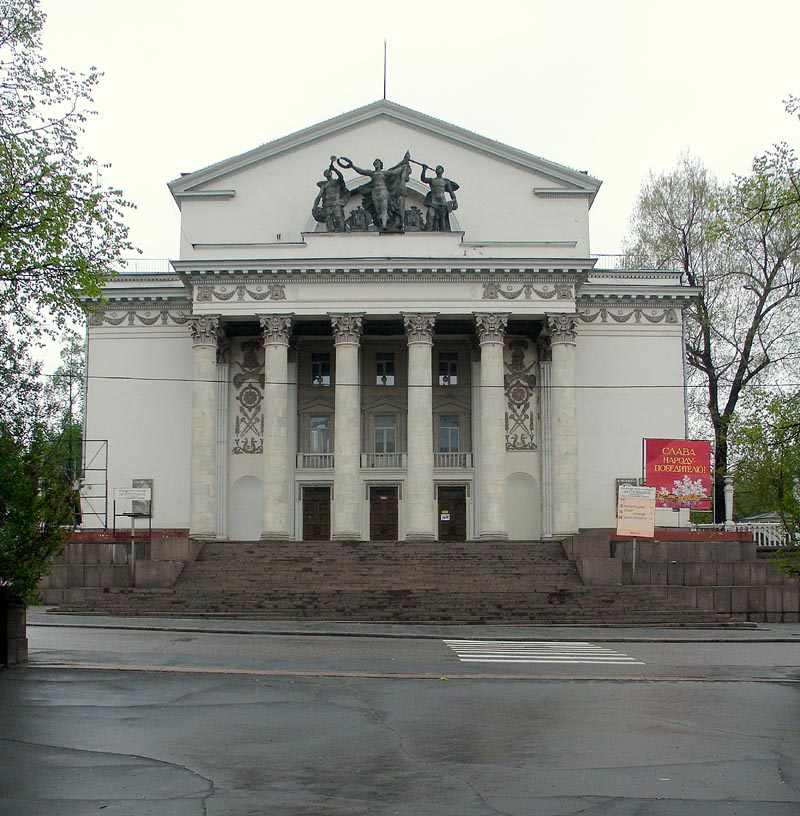
Театрально-концертный зал «Дворец на Яузе»

- № 6 — здание начала XIX века, где изначально находилась Покровская полицейская часть. В 1870-х годах дом переделан для купцов Степана и Тихона Шелаевых.
- № 8 — одноэтажный купеческий дом арх. Ф. Ф. Воскресенский (старший).
- № 12 — дом купца И. У. Матвеева, арх. Д. П. Сухов (1909).

Дома на северной стороне площади приписаны к Малой Семёновской улице:
- Малая Семёновская улица, 1 — контора фабрики Носовых. Зал в доме Носовых был выстроен в 1910 арх. И. В. Жолтовским, художественные росписи потолка выполнил М. В. Добужинский.

Сам же В. Д. Носов в 1903 нанял Л. Н. Кекушева для постройки собственного дома по соседству — № 12б. Лаврентьевская, ныне Электрозаводская улица. Дом Носова — уникальный для Москвы пример реализации франко-бельгийского, раннего, модерна в деревянной постройке.

## Транспорт
- C 22 декабря 2015 года движение транспорта по площади Журавлёва является односторонним в направлении от улицы Электрозаводской: от площади Журавлёва в сторону Малой Семёновской улицы[3][4][5].
- Метро:  Электрозаводская.
- Автобусные маршруты 680, 171, 604.